# Microlestes pusio
Microlestes pusio är en skalbaggsart som beskrevs av Leconte. Microlestes pusio ingår i släktet Microlestes och familjen jordlöpare. Inga underarter finns listade i Catalogue of Life.